# Güney-Wasserfall
Der Güney-Wasserfall (türkisch Güney Şelalesi) ist ein Wasserfall in der Provinz Denizli im Westen der Türkei. Der Wasserfall ist ein seit 1994 eingetragenes Naturdenkmal.

## Hintergrund
In den 1960er Jahren entstand ein Naherholungsgebiet rund um den Wasserfall, bis dieser 1994 als Naturdenkmal eingetragen und dem Ministerium für Forst- und Wasserwirtschaft unterstellt wurde.
Der Wasserfall liegt beim Dorf Cindere im Landkreis Güney in der Provinz Denizli und ist 70 Kilometer von Denizli und 3 Kilometer von Güney entfernt. Der direkte Zugang ist über eine Straße mit Kopfsteinpflaster möglich.